# Regulus d'Écosse
Saint Regulus ou saint Rule (gaélique : Riagal, anglais écossais : Riaghail) est un moine de Patras qui, au IVe siècle, suivant la légende écossaise devenue courante au XIIe siècle, fuit vers l'Écosse avec les reliques de saint André, et les dépose à Saint Andrews. Il est fêté le 17 octobre, principalement à Aberdeen. 

## Légende
Saint Regulus doit sa vocation à un rêve prémonitoire dans lequel l'empereur Constantin décide de retirer les reliques de saint André lors de leur translation de Patras à Constantinople. Alerté par un ange, il doit enlever les os pour les emmener aussi loin qu'il peut à la « ends of the earth » pour les préserver.
Il s'échoue sur les rives de Fife à un endroit appelé Kilrymont, qui est maintenant Saint Andrews, et est accueilli par un roi picte, Hungus ou Angus. Le monastère revendique avoir trois doigts du saint, un os du bras, une rotule et une dent. Dans l'enceinte de la cathédrale on trouve des restes de la tour de Saint-Regulus, seules traces de l'église pré-normande.
La légende a permis d'authentifier l'apôtre André comme saint patron de l'Écosse. Elle est fortement diffusée à partir du XIIe siècle, car la présence d'un saint patron bien particulier à l'Écosse est utilisé politiquement pour justifier l'indépendance de l'église écossaise, menacée de dépendre de l'archevêché d'York.